# 1,8-ジアミノナフタレン
1,8-ジアミノナフタレン（1,8-diaminonaphthalene）は、芳香族アミンの一つ。1,8-ビス(ジメチルアミノ)ナフタレンの前駆体。